# Isla Contoy
Die Isla Contoy ist eine kleine Insel vor der Küste Yucatáns im mexikanischen Bundesstaat Quintana Roo. Sie liegt ca. 30 km nördlich der Isla Mujeres zwischen Karibischem Meer und dem Golf von Mexiko. Sie erstreckt sich auf einer Fläche von nur 3,17 Quadratkilometern bei einer Länge von 8,5 km.
Die Insel ist infolge des Mangels an Süßwasser unbewohnt und Heimat von mehr als 150 verschiedenen Vogelarten, u. a. Pelikanen, Fregattvögeln und Kormoranen.
Die Isla Contoy ist Brutplatz für Meeresschildkröten, und Flamingos sind dort ebenso zu Hause wie exotische Fischarten vor der Küste.
Isla Contoy ist seit 1961 durch die mexikanische Regierung geschützt und wurde im Februar 1998 zum Nationalpark erklärt.
Nur beaufsichtigter Ökotourismus ist gestattet und täglich dürfen nur 200 Gäste Isla Contoy besuchen. Tagesausflüge finden statt von Puerto Juárez nördlich von Cancún oder Isla Mujeres.